# Rtyně v Podkrkonoší zastávka
Rtyně v Podkrkonoší zastávka je železniční zastávka v jihovýchodní části města Rtyně v Podkrkonoší. Leží v km 30,725 neelektrizované jednokolejné trati Jaroměř–Trutnov mezi stanicemi Červený Kostelec a Malé Svatoňovice. Ve městě se dále nachází železniční zastávka Rtyně v Podkrkonoší.

## Popis
V zastávce je nástupiště o délce 116 metrů s nástupní hranou ve výšce 550 mm nad temenem kolejnice. Přístup na nástupiště je bezbariérový. V bezprostřední blízkosti zastávky (km 30,687) se nachází přechod pro pěší se světelným přejezdovým zabezpečovacím zařízením. Cestujícím slouží betonový přístřešek, který v roce 2015 nahradil původní budovu zastávky. Ta byla v rámci rekonstrukce trati zbourána.